# ميشال غابريال المر
ميشال غابريال المرّ هو رئيس مجلس إدارة تلفزيون إم تي في اللبنانية التي تملكها عائلته. والده هو السياسي ورجل الأعمال غابريال المر وعمه هو الوزير الأسبق والنائب المخضرم ميشال المر.

## الحياة المهنيّة

### MTV
بدأت مسيرته الإعلامية في عام 1990 عندما أسس محطة الـ mtv الأرضية عن عمر 22 سنة، وهو يشغل منذ ذلك الحين منصب رئيس مجلس إدارة المحطة ورئيسها التنفيذي.
عام 1999 أطلق ميشال المر الـ mtv الفضائية، المحطة التي كانت رائدة في تقديم نماذج عالمية باللغة العربية ومخصصة لسوق البلدان العربية، ونجح بالتالي برفع جودة البرامج من خلال تقديم باقة جديدة منها استحوذت على جماهير مختلفة. وقد تمكن نتيجة إشرافه الخاص أن يضع محطته في المرتبة الأولى بين المحطات اللبناينة.
الـmtv التي كانت تدافع بصوتها الحر عن الديمقراطية، دفعت غالياً ثمن مواقفها، وقد رفضت الانصياع للهيمنة السورية وأقفلت عنوة من قبل السلطات الموالية للنظام السوري عام 2002.

### Studiovision
وكان ميشال المر  أسس عام 1994 Studiovision  وهي شركة إنتاج، عمل بجهد لتصبح أكبر وأرقى مؤسسة إعلامية في الشرق الأوسط، وهي تجذب منذ ذلك الحين عددًا كبيرًا من الزبائن الإقليميين في صناعة التلفزيون. ترتكز الشركة على فريق عمل متخصص، يضم أكثر من 570 موظفًا.
بسرعة كبيرة استطاع ميشال المر أن يوسع خدمات الشركة التي يملك أغلبية الحصص فيها، وذلك بمساعدة وحدات متخصصة وشركات شقيقة.
شركة Studiovision أنتجت وشاركت بإنتاج عشرات البرامج الترفيهية لمحطات تلفزيونية رائدة.

### المحطات الاذاعيّة
في هذه الأثناء كان ميشال أحد المساهمين الرئيسيين في مجموعة من المحطات الإذاعية التي نمت بثبات لتشمل عدة محطات إذاعية أخرى:
- (1979-2006) NRJ[3] أول إذاعة للـ FM أسست في لبنان (تحت اسم RML) وما زالت تحصد نجاحاً باهراً.
- إذاعة جبل لبنان[4] (1981-2002)محطة إذاعية عربية رائدة، وفي رصيدها سنوات عدة من النجاح المتواصل.
- Nostalgie[5]  (1988- حتى هذا التاريخ) تبث أغنيات فرنسية وتحتل المرتبة الأولى من حيث عدد المستمعين.

### تلفزيون روتانا
عام 2003  أطلق ميشال المر تلفزيون روتانا، كما أسس وأطلق روتانا  موسيقى (2003) الشركة التي ترأسها حتى عام 2007 واستطاع بفترة تقل عن 3 أشهر بعد إطلاقها، أن يضعها في المرتبة الثالثة بين كافة المحطات الفضائية العربية الأخرى. كما أطلق وأسس المر عام 2004 روتانا كليب، روتانا  طرب (2004)، روتانا خليجية (2005)، وروتانا أغاني (2007)، ما وضعه على رأس  فريق عمل يضم أكثر من 580 شخصًا.